# Том (Коми)
Том — посёлок в Ижемском районе Республики Коми России, административный центр сельского поселения Том.

## История
Основан после 1930 года. По данным 1956 года являлся посёлком лесозаготовителей, долгое время находился в составе Картаельского сельсовета.

## География
Посёлок находится в южной части района, на правом берегу реки Ижма на расстоянии примерно 61 километр к юго-юго-западу от села Ижмы, административного центра района.
Климат
Климат умеренно континентальный, с продолжительной морозной многоснежной зимой и коротким прохладным летом. Средняя температура воздуха самого тёплого месяца (июля) составляет 14,6 °C; самого холодного (января) — −17,4 °C. Среднегодовое количество атмосферных осадков составляет 527 мм.
Часовой пояс
Том, как и вся Республика Коми, находится в часовой зоне МСК (московское время). Смещение применяемого времени относительно UTC составляет +3:00.

## Население
| 2010 |
| ---- |
| 740  |

Постоянное население составляло 938 человек в 2002 году (коми 52 %, русские 26 %).

## Известные уроженцы
- Виктория Владимировна Пыстина — исполнительница коми народных песен.